# Зоран Сюлейманов
Зоран Сюлейманов (на македонска литературна норма: Зоран Сулејманов) е виден юрист от Северна Македония, член на Конституционния съд на страната от 2003 до 2012 година.

## Биография
Роден е в на 17 март 1953 година в Битоля, тогава във Федеративна народна република Югославия. Завършва основно образование и гимназия в Ресен и в 1976 година Юридическия факултет на Скопския университет. В 1976 година започва работа като асистент в Института за социологически и политико-правни изследвания в Скопие. В 1982 година защитава магистърска теза „Критери за класификация на осъдените лица“. В 1983 година става научен сътрудник. Н 1990 година в Юридическия факултет на Скопския университет защитава докторска дисертация на тема „Криминологични характеристики на извършителите на престъплението убийство и процесът на ресоциализация“. В 1990 година става висш научен сътрудник и по-късно доцент. В 1994 година става научен съветник, а в 1997 година професор. Преподава криминология и в Скопския университет.
От 1984 до 1987 година е делегат в Обществения съвет на Републиканския секретариат за правосъдие и управление на Социалистическа република Македония. От 1983 година е член на председателството на Сдружението за пенология на Македония, а от 1987 до 1989 година е и негов председател. Член е на различни комисии в министерството на правосъдието.
От 2003 до 2012 година е съдия в Конституционния съд на страната.